# Xiuhpohualli

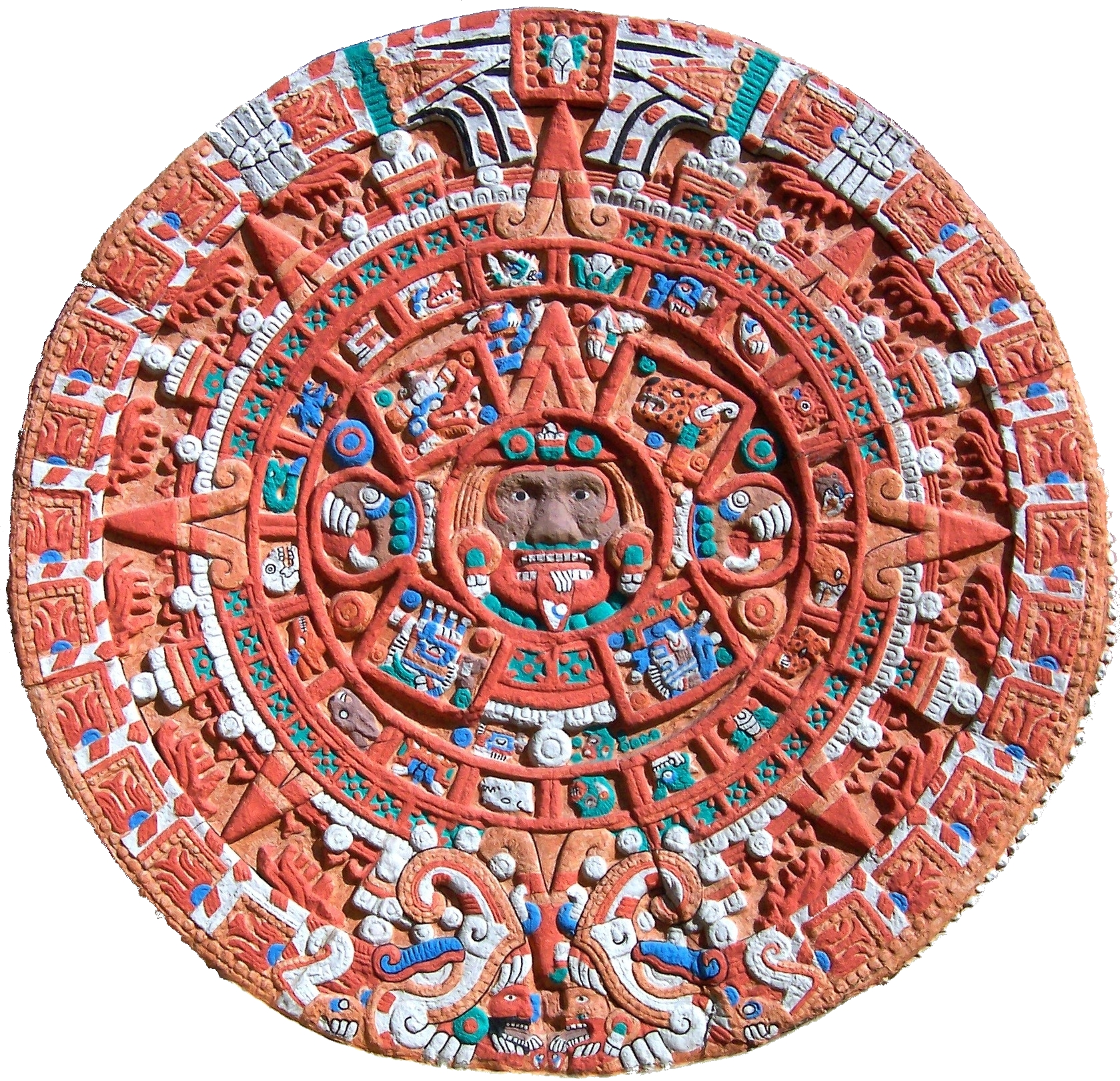
Azteekse zonnekalender

De Xiuhpohualli was een uit 365 dagen bestaande zonnekalender die werd gebruikt door de Azteken en andere precolumbiaanse Nahuabewoners in centraal Mexico. Hij bestond uit achttien maanden van 20 dagen, ook wel veintenas genoemd, en een aparte periode van vijf dagen aan het einde van het jaar.
De xiuhpohuallikalender heeft zijn antecedenten in vorm en functie uit vroege Meso-Amerikaanse kalenders, en de telling van 365 dagen kent een lange historie door de hele regio. Net als andere Meso-Amerikaanse culturen gebruikten de Azteken ook een aparte kalender van 260 dagen (in het Nahuatl tonalpohualli). Deze twee kalenders vallen iedere 52 jaar samen, ook wel kalenderkringloop genoemd, dit werd geïnitieerd door de "Nieuw Vuur Ceremonie".
Azteekse kalenderjaren werden genoemd naar de laatste dag van de 18e maand volgens de kalender van 260 dagen, de tonalpohualli. Het eerste jaar van de Azteekse kalender ronde werd 2 Acatl genoemd en de laatste 1 Tochtli. De zonnekalender was verbonden aan de landbouw in Meso-Amerika en bezat een belangrijke plaats in de Azteekse religie, iedere maand werd geassocieerd met zijn eigen specifieke religieuze (landbouw)festiviteit.
De achttien maanden van 20 dagen (veintenas) van de Azteekse zonnekalender hadden de volgende namen (op volgorde):
1. Izcalli
2. Atlcahualo of Xilomanaliztli
3. Tlacaxipehualiztli
4. Tozoztontli
5. Hueytozoztli
6. Toxcatl of Tepopochtli
7. Etzalcualiztli
8. Tecuilhuitontli
9. Hueytecuilhuitl
10. Tlaxochimaco of Miccailhuitontli
11. Xocotlhuetzi of Hueymiccailhuitl
12. Ochpaniztli
13. Teotleco of Pachtontli
14. Tepeilhiuitl of Hueypachtli
15. Quecholli
16. Panquetzaliztli
17. Atemoztli
18. Tititl

De periode van vijf dagen die aan het einde van het jaar werd ingevoegd en die als "ongelukkig" werd beschouwd heette:
- Nemontemi[1]

De Mayaversie van de xiuhpohualli wordt de haab genoemd, en de Mayaversie van de tonalpohualli is de Tzolkin.